# Discographie d'Amy Deasismont
Voici la liste des CD officiels commercialisés par la chanteuse suédoise Amy Deasismont.

## Albums
| Année | Album                           | Chart positions | Chart positions | Chart positions | Chart positions |
| Année | Album                           | SWE             | NOR             | DAN             | FIN             |
| ----- | ------------------------------- | --------------- | --------------- | --------------- | --------------- |
| 2005  | "This Is Me Now"                | 1               | 19              | 22              | 21              |
| 2006  | "Still Me Still Now"            | 2               | —               | 25              | 34              |
| 2007  | "Music in Motion"               | 8               | —               | —               | —               |
| 2008  | "Music in Motion: Gold Edition" | 3               | —               | —               | —               |
| 2008  | "En helt ny jul"                | 8               | —               | —               | —               |
| 2009  | "Swings and Roundabouts"        | 16              | —               | —               | —               |

## Compilations
| Année | Album           | Chart positions | Chart positions | Chart positions | Chart positions |
| Année | Album           | SWE             | NOR             | DAN             | FIN             |
| ----- | --------------- | --------------- | --------------- | --------------- | --------------- |
| 2010  | "Greatest Hits" | À venir         | À venir         | À venir         | À venir         |

## Singles
| Année | Single                     | Chart positions     | Chart positions     | Chart positions     | Chart positions     | Chart positions     | Album                         |
| Année | Single                     | SWE                 | NOR                 | DAN                 | FIN                 | P-B                 | Album                         |
| ----- | -------------------------- | ------------------- | ------------------- | ------------------- | ------------------- | ------------------- | ----------------------------- |
| 2005  | "Shooting Star"            | Single promotionnel | Single promotionnel | Single promotionnel | Single promotionnel | Single promotionnel | This is Me Now                |
| 2005  | "What's in It for Me"      | 1                   | 1                   | 3                   | 10                  | 42                  | This is Me Now                |
| 2005  | "Welcome to the City"      | 3                   | —                   | —                   | —                   | —                   | This is Me Now                |
| 2006  | "Don't Cry Your Heart Out" | 2                   | —                   | —                   | —                   | —                   | Still Me Still Now            |
| 2006  | "Big Guns"                 | 23                  | —                   | —                   | —                   | —                   | Still Me Still Now            |
| 2006  | "It Can Only Get Better"   | 19                  | —                   | —                   | —                   | —                   | Still Me Still Now            |
| 2007  | "Is It Love?"              | 9                   | —                   | —                   | —                   | —                   | Music in Motion               |
| 2007  | "Stay My Baby"             | 4                   | —                   | —                   | —                   | —                   | Music in Motion               |
| 2008  | "Thank You"                | 8                   | —                   | —                   | —                   | —                   | Music in Motion: Gold Edition |
| 2009  | "It's My Life"             | 14                  | —                   | —                   | —                   | —                   | Swings and Roundabouts        |
| 2009  | "Up"                       | 4                   | —                   | —                   | —                   | —                   | Swings and Roundabouts        |
| 2010  | "Only You"                 | 9                   | —                   | —                   | —                   | —                   | Greatest Hits                 |